# Artropode
Artropode (din greacă arthron, "articulație" și podos, "picior") sunt animale nevertebrate, ce au membrele articulate.  Încrengătura include insecte, milipede, centipede, arahnide, crustacee etc. 
Artropodele sunt organisme cu un exoschelet (schelet extern), corp segmentat și membre (apendice) anexate de cap și torace. Artropodelor sunt caracterizate cuticulele chitinizate, la crustacee cuticulele sunt mineralizate cu carbonat de calciu. Cuticula este rigidă și nu se întinde, de aceea procesul de creștere e însoțit de năpârlirea periodică. Primele membre participă la apucarea hrănii și fărâmițarea. Corpul este alcătuit din segmente, fiecare având câte o pereche de membre. În prezent artropodele constiuie cel mai variat grup de animale. Peste 80% din toate speciile descrise revin artropodelor. Spre deosebire de alte nevertebrate, organele de simț ale atropodelor sunt foarte dezvoltate, au inimă ce pompează sângele, iar cavitatea internă constituie hemocelul. Artropodele sunt unisexuate, se reproduc doar pe cale sexuată (sunt și excepții, unii se înmulțesc prin partenogeneză). Toate speciile sunt ovipare, numai scorpionii pot fi clasificați ca vivipari. Se dezvoltă prin metamorfoză incompletă, completă sau direct. 

Ele populează cele mai diverse ecosisteme: terestre, marine, aeriene. 

Artropodele au o mare importanță pentru om. Unele fac parte din dieta omului, sunt polenizatoare ale plantelor angiosperme. Altele ducând un mod de viață parazit, generează boli grave, sau aduc pagube agriculturii.

## Morfologie externă
Artropodele sunt nevertebrate cu corpul segmentat și membre articulate. Membrele la fel ca și corpul sunt acoperite cu cuticulă, care este alcătuită în principal din α-chitină, un derivat al glucozei. Pe lângă aceste trăsături, artropodele se caraterizează prin simetrie bilaterală, posedă un creier dorsal de care e conectat lanțul nervos ventral ce străbate corpul longitudinal.

### Segmentarea
Toate artropodele în stadiul de embrion sunt segmentate, constituite dintr-o serie de module ce se repetă. Numărul de segmente variază în dependență de clasă și ordin. De exemplu la unele chilopode numărul lor ajunge până la 181, iar la unii acarieni corpul este nesegmentat. Fiecărui segment corespunde câte o pereche de apendice (membre). La majoritatea artropodelor actuale segmentele sunt grupate în regiuni, numite și tagme. De asemenea, și modul de repartizare a tagmelor este divers. La chelicerate corpul este divizat în două tagme: prosomă (cefalotorace) și opistosomă (abdomen). Corpul insectelor și crustaceelor cuprinde cap, torace și abdomen. Iar la miriapode corpul este alcătuit din cap și trunchiul divizat în segmente aproximativ egale, fără vreo delimitare în torace și abdomen. În segmentarea corpului, artropodele au unele caracteristici, anterior gurii se află acronul și posterior anusului – telsonul. Acestea nu fac parte din segmentarea descrisă anterior, ele sunt lipsite de membre. Pe acron sunt plasați ochii. 

Membrele (apendice) artropodelor sunt biramate. Ramura superioară externă îndeplinește rolul branhiilor, iar cea inferioară internă servește drept membre locomotoare. Membrele artropodelor au structură deosebită și îndeplinesc funcții diferite: tactilă (antene), fărâmițarea hrănii (chelicere), apucarea și reținerea prăzii (pedipalpii), sunt implicate în acuplare (gonopodele). Numărul membrelor locomotoare variază. Crustaceele au 5 perechi de picioare, arahnidele – 4 perechi, insectele – 3 perechi. Abdomenul, la cele mai multe dintre clase, este lipsit de membre.

### Cuticula
Cuticula reprezintă exoscheletul acelular secretat de celulele epidermei. Structura cuticulei lor variază în detalii, dar, în general, este compusă din trei straturi principale: epicuticulă – strat extern subțire și impermeabil pentru apă și care oferă o anumită protecție; exocuticulă – strat mediu mai gros, constă din chitină și proteine; endocuticulă – strat intern, la fel constă din chitină și proteine, dar este mai elastic. Exocuticula și endocuticulă împreună se numesc procuticulă. Fiecare segment a corpului este învelită cu cuticulă rigidă. Regiunile de articulare a segmentelor și articolelor membrelor sunt acoperite cu o cuticulă flexibilă. 

Cuticula crustaceelor acvatice este  biomineralizat cu carbonatul de calciu extras din apă. Unele crustacee terestre au capacitatea de a depozita substanțe minerale, deoarece în mediul terestru carbonatul de calciu dizolvat e greu de găsit. Impregnarea cuticulei cu carbonat de calciu are loc în exocuticulă și în stratul exterioar a endocuticulei. Datorită biomineralizării cuticula crustaceelor este mai rezistentă la factorii mecanici externi.

Cuticula poate avea perișori aspri, excrescențe ale unor celule speciale din epidermă. Firele sunt de formă diferită și funcționează ca anexe. De exemplu, ele sunt folosite ca receptori pentru a detecta curenți de aer sau apă, sau ca senzori tactili, facilitează înotul, filtrează substanțele nutritive din apă etc.

### Năpârlirea
Cuticula nu se poate întinde și împiedică creșterea animalului. Artropodele înlocuiesc periodic cu o cuticulă nouă pe cea veche, proces numit năpârlire. Năpârlirea are loc pe tot parcursul dezvoltării, până când artropodul ajunge la dimensiunea completă. 

Debarasarea de vechea cuticulă are loc simultan cu formarea cuticulei noi. În faza inițială a năpârlirii, animalul încetează să se alimenteze și epiderma elaborează un lichid special pentru năpârlire, un amestec de enzime care ajută la dizolvarea endocuticulei (stratul intern al cuticulei). În acest fel, cuticula veche se va putea desprinde de corp. Această etapă începe atunci când epiderma a secretat noua epicuticulă, pentru a proteja cuticula nouă de enzime. Epicuticula nu poate fi dizolvată de enzime. Sub epicuticulă se realizează producerea celorlalte straturi noi: exocuticula și endocuticula. Când această etapă este completă, animalul își umflă corpul inspirând o cantitate mare de apă sau aer. Din cauza presiunii exercitate din interior, apare o fisură în cuticula veche de-a lungul punctelor slabe ale exocuticulei vechi. Este nevoie de câteva minute pentru ca artropodul să scape de cuticula veche. După aceasta, cuticula nouă este moale, având nevoie de ceva timp ca să se întărească. În acest moment, când cuticula încă nu s-a întărit, are loc creșterea în dimensiuni a corpului. Unele artropode pompează apă sau aer, pentru ca la întărire cuticula să capete un aspect mai voluminos. Multe artropode consumă vechea cuticulă pentru a readuce în organism substanțele necesare. 

Deoarece în timpul năpârlirii cuticula nouă este moale, artropodele sunt practic neprotejate și aproape imobilizate până la întărirea ei. Din numărul total de omoruri a artropodelor de către alți prădători, perioadei de năpârlire îi revine 80-90%.

## Anatomie
Organele interne ale artropodelor, la fel, prezintă o anumită metamerie (dispunere segmentară). Cavitatea internă a corpului este ocupată de hemocel, în care se revarsă hemolimfa. Celomul înconjoară inima și glandele sexuale.

### Sistemul nervos
Modul de trai al artropodelor este strâns legat de dezvoltarea sistemului nervos, de tip scalariform. El este reprezentat  de creier și lanțul nervos ventral. Creierul este concentrat în cefalotorace sau cap, deasupra esofagului. El este constituit din 3 regiuni: protocerebron – inervează ochii, deutocerebron – inervează antenele și tritocerebron – inervează chelicerele sau mandibulele. Lanțul nervos ventral se află sub intestin, de-a lungul abdomenului. În fiecare segment al corpului lanțul nervos formează câte un ganglion. Ganglionii sunt conectați prin comisuri (fascicule, relativ groase, de nervi) și conective. Ganglionii toracici reprezintă o masă unică sub- sau cricumesofagiană. Numărul ganglionilor la diverse artropode este diferit.

### Aparatul circulator
Aparatul circulator al artropodelor este de tip deschis. Inima  tubulară este situată în partea dorsală  a abdomenului și opistosomei. Contracția inimii se realizează din posterior spre anterior, împingând hemolimfa spre cap. Inima se sprijină pe cuticulă cu ajutorul unor mușchi mici. De la inimă pleacă una sau două ?aorte? ce se ramifică spre toate organele și țesuturile. Lichidul intern care circulă prin vase se numește hemolimfă. La chelicerate și unele crustacee oxigenul e transportat prin pigmenți, iar la insecte și miriapode prin trahei puternic ramificate. Hemolimfa se întoarce în inimă prin osteole laterale. Osteolele permit hemolimfei să intre în inimă, dar împiedică revenirea ei în corp. Pigmentul respirator, care transportă oxigenul este hemocianina la arahnide, centipede și la unele crustacee sau hemoglobina la insecte și unele crustacee. Hemocianina conține atomi de cupru de care se leagă oxigenul, iar hemoglobina atomi de fier. Spre deosebire de vertebrate, pigmenții sunt dizolvați în hemolimfă, și nu sunt incluși în componența unor celule speciale cum ar fi eritrocitele.

### Respirația
Organele respiratorii ale artropodelor sunt diverse. Crustaceele și unele chelicerate acvatice respiră prin branhii, altele prin plămâni (saci pulmonari) și trahei. Miriapodele și hexapodele respirația e realizată de trahei ramificate prin tot corpul, oxigenând direct țesuturile. Artropodele de dimensiuni foarte mici, în special cele acvatice, efectuează schimbul de gaze prin tegument, datorită difuziei.

### Excreția
Artropodele marine realizează excreția prin glande antenale, cele terestre au mai multe moduri de a elimina metaboliții, produsele metabolismului. Tuburile lui Malpighi sunt unice printre animale. Ele reprezintă tuburi care plutesc în cavitatea corpului și se deschid la granița dintre intestinul mediu și posterior. Majoritatea artropodelor terestre și marine au glande coxale, de asemenea niște tuburi. Pe lângă acestea, mai sunt și nefrocite, celule specializate în colectarea produselor excretoare. La unele, metaboliții se acumulează în cuticulă și sunt eliminați la năpârlire, împreună cu cuticula veche.

## Clasificarea artropodelor
Artropodele se clasifică în:
Artropode cu chelicere
Reprezentanți: păianjeni; scorpioni; căpușe;
- au corpul alcătuit din cefalotorace și abdomen
- la nivelul cefalotoracelui se găsesc 8 ochi simpli (oceli), 2 chelicere și 4 perechi de picioare
- respirația este traheală și pulmonară.

Artropode cu antene
Reprezentanți: crustacee; miriapode; insecte.
| Încrengătură | Subîncrengătură | Clasă         |
| ------------ | --------------- | ------------- |
| Artropoda    | Chelicerata     | Merostomata   |
| Artropoda    | Chelicerata     | Pycnogonida   |
| Artropoda    | Chelicerata     | Arahnida      |
| Artropoda    | Crustacea       | Branchiopoda  |
| Artropoda    | Crustacea       | Cephalocarida |
| Artropoda    | Crustacea       | Maxillopoda   |
| Artropoda    | Crustacea       | Malacostraca  |
| Artropoda    | Crustacea       | Remipedia     |
| Artropoda    | Uniramia        | Chilopoda     |
| Artropoda    | Uniramia        | Diplopoda     |
| Artropoda    | Uniramia        | Insecta       |

## Legături externe
Materiale media legate de Artropode la Wikimedia Commons